# Villamar
Villamar (sardisk: Mara Arbarèi) er en by og en kommune (comune) i provinsen Sud Sardegna i regionen Sardinien i Italien. Byen ligger i 108 meters højde og har 2.727 indbyggere (2016). Kommunen har et areal på 38,53 km² og grænser til kommunerne Sanluri, Guasila, Furtei, Las Plassas, Lunamatrona, Pauli Arbarei, Segariu og Villanovafranca.